# Bách Nootka
Bách Nootka (danh pháp hai phần: Callitropsis nootkatensis), trước đây gọi là Cupressus nootkatensis, Xanthocyparis nootkatensis hay Chamaecyparis nootkatensis, là một loài bách thuộc họ Hoàng đàn (Cupressaceae) với lịch sử phân loại và đặt tên khoa học đầy sóng gió.

## Lịch sử phân loại
Lần đầu tiên nó được đặt vào chi Cupressus với tên gọi Cupressus nootkatensis vào năm 1824, sau đó bị chuyển sang chi Chamaecyparis vào năm 1841 trên cơ sở hình thái học của bộ lá có dạng cành phẳng, giống như các loài khác trong chi Chamaecyparis, chứ không giống với phần lớn (mặc dù không phải là tất cả) các loài Cupressus khác.
Tuy nhiên, việc sắp đặt này không phù hợp với hình thái học và vật hậu học của quả nón của nó, do nó lại giống với Cupressus hơn, chẳng hạn các quả nón này chín vào năm thứ hai, chứ không phải một năm như ở Chamaecyparis. Các chứng cứ di truyền học, do Gadek và những người khác công bố năm 2000, ủng hộ mạnh mẽ việc đưa nó trở lại chi Cupressus và loại khỏi chi Chamaecyparis.
Gần đây hơn nữa, Farjon và những người khác (năm 2002) chuyển nó sang chi mới là Xanthocyparis, cùng với loài bách vàng Việt Nam mới được phát hiện (Callitropsis vietnamensis); loài này là tương tự như bách Nootka và việc sắp đặt này có nhiều luận cứ ủng hộ, do chúng không có quan hệ với Chamaecyparis mà cũng chẳng phù hợp hoàn toàn với Cupressus mặc dù có nhiều điểm tương đồng.
Little và những người khác (năm 2004), trong khi vẫn xác nhận mối quan hệ trên đây với các chứng cứ mới, đã chỉ ra rằng tổ hợp danh pháp có sớm hơn trong chi Callitropsis đã tồn tại, là Callitropsis nootkatensis (D.Don) Oerst., công bố vào năm 1864 nhưng đã bị các tác giả khác hoặc là bỏ qua hoặc là không nhận ra. Little và những người khác vì thế đã coi Xanthocyparis là đồng nghĩa của Callitropsis, tên gọi chính xác cho các loài này theo quy tắc của ICBN khi xử lý một chi khác biệt. Tên gọi Xanthocyparis hiện nay đã được đề xuất để bảo lưu, nhưng điều này chỉ được quyết định tại Đại hội Thực vật học quốc tế năm 2011, cho đến thời gian này thì tên gọi chính xác cần phải là Callitropsis theo nguyên tắc đặt trước.
|  |
|  |

Mặc dù việc chấp nhận sự phân loại sửa đổi này đã được chấp nhận rộng rãi trong giới các nhà thực vật học, nhưng quán tính trong các ngành làm vườn và lâm nghiệp (cả hai nói chung rất chậm chạp trong việc chấp nhận các kết quả nghiên cứu thực vật học) đã giúp cho tên gọi Chamaecyparis nootkatensis còn được tiếp tục liệt kê trong nhiều tình huống.
Loài này có nhiều tên gọi trong tiếng Anh, như Nootka cypress (bách Nootka), Yellow cypress (bách vàng), hay Alaska cypress (bách Alaska). Mặc dù nó không phải là tuyết tùng, nhưng nó cũng hay bị gọi một cách nhầm lẫn là Nootka cedar (tuyết tùng Nootka), Yellow cedar (tuyết tùng vàng), Alaska cedar (tuyết tùng Alaska) hay Alaska yellow cedar (tuyết tùng vàng Alaska). Tên gọi Nootka có nguồn gốc từ việc phát hiện ra nó trên các vùng đất của Dân tộc đầu tiên của Canada, người Nuu-chah-nulth trên đảo Vancouver, British Columbia, trước đây được gọi là người Nootka.
Bách Nootka có nguồn gốc ở bờ biển phía tây Bắc Mỹ, từ bán đảo Kenai ở Alaska, kéo dài về phía nam tới phần phía bắc của California, thường có mặt trong các khu vực miền núi ẩm ướt, nhưng đôi khi cũng xuất hiện ở các cao độ thấp.

## Đặc điểm
Nó là loài cây thân gỗ thường xanh, cao tới 40 m, nói chung có các cành rủ xuống. Bộ lá hình kim phẳng, có màu lục sẫm, các lá-vảy dài 3–5 mm. Quả nón có 4 (đôi khi 6) vảy bắc, tương tự như quả nón của bách Mexico (Cupressus lusitanica) hay các loài bách khác trong chi Cupressus với các bộ lá kim phẳng) có quan hệ họ hàng gần, ngoại trừ vảy của nó nhỏ hơn, thường chỉ khoảng 10–14 mm theo đường kính; mỗi vảy bắc có lá bắc hình tam giác nhọn đầu, dài khoảng 1,5–2 mm, rất giống với các loài Cupressus và không giống với các lá bắc hình lưỡi liềm, không nhọn đầu của quả nón trong chi Chamaecyparis. Dãy núi Caren ở bờ biển phía tây British Columbia là quê hương của các cây bách Nootka già nhất trên thế giới, với một cây đã phát hiện là có từ năm 1834 (Gymnosperm DataBase).
Nó là cha (hoặc mẹ) của một giống cây lai (bách Leyland). Do loài cây để lai ghép còn lại là bách Monterey (Cupressus macrocarpa), thuộc về chi Cupressus, nên việc hình thành ra giống cây lai ghép này là một trong số các chứng cứ cho việc sắp đặt bách Nootka gần hơn với chi Cupressus.

## Sử dụng

### Xây dựng
Các tính chất cơ lý khác nhau của gỗ bách Nootka làm cho nó trở thành vật liệu hấp dẫn cho việc xây dựng và làm thuyền. Do nó phát triển khá chậm nên cũng giống như các loài bách khác, gỗ của nó có độ cứng và độ bền cao; tạo sự ổn định cao về hình dáng và kích thước, có khả năng chống chịu thời tiết và côn trùng hay sự tiếp xúc với đất ẩm. Gỗ của nó cũng dễ gia công bằng tay hay máy móc; sự uốn cong hay chạm khắc là rất tốt. Nó cũng có thể được dán bằng keo, đinh vít v.v. Vân gỗ, màu sắc đồng nhất của bách Nootka làm cho vật được làm từ nó có bề mặt đẹp.
Do giá thành khá đắt, nên nó chủ yếu được dùng làm các đồ cần độ bền cao như thuyền. Các công dụng điển hình là làm ván lót bên ngoài, ván lợp, sàn thuyền, sống neo v.v. Trong công tác bảo tồn bảo tàng các di tích lịch sử, nó có thể được dùng để thay thế cho gỗ của trắc bá (chi Thuja) hay gỗ bụt mọc (chi Taxodium), do các khó khăn trong việc có được gỗ chất lượng cao của các loài này vì các e ngại liên quan đến môi trường cũng như sự khai thác kiệt quệ trong quá khứ (dù điều này cũng là vấn đề với bách Nootka).
Sử dụng khác của bách Nootka là vách ốp trong các nhà tắm hơi hay làm thùng chứa ắc quy do nó chịu được nhiều axít.
Trong lịch sử thì các loại mái chèo (cho thuyền), mặt nạ gỗ, bát hay đĩa gỗ cũng được làm từ gỗ bách Nootka.

### Cảnh quan
Các cành rủ xuống làm cho loài cây này có dáng vẻ kiều diễm. Vì thế, nó được trồng trong các công viên và các khu vực có không gian thoáng đãng. Nó cũng được coi là hàng rào cao trong làm vườn.
Nó có thể phát triển được trong các khu vực có độ khắc nghiệt theo USDA từ 5 tới 9, nhưng có thể rất khó phát triển. Nó phát triển tốt nhất trên các loại đất nhẹ hay nặng nhưng cần thông thoát nước tốt và khí hậu có mùa hè mát. Điều kiện về ánh sáng là từ bán râm tới nhiều nắng.
Bách Nootka cũng được dùng làm cây cảnh trong nghệ thuật bonsai.